# Chiesa dello Spirito Santo (Cortona)
La chiesa dello Spirito Santo è un edificio sacro che si trova a Cortona, in provincia di Arezzo e diocesi di Arezzo-Cortona-Sansepolcro.

## Storia e descrizione
Fu eretta ampliando un tabernacolo effigiato con una venerata immagine della Vergine; nel 1637, su progetto di Filippo Berrettini, vennero iniziati i lavori, terminati nel 1669. La pianta è a croce latina con cupola nell'incrocio dei bracci nascosta esternamente da un tiburio (1751). L'interno conserva una sostanziale unitarietà stilistica di radice rinascimentale.
La facciata (pure del 1751), sulla quale si apre un portale con timpano centinato affiancato da lesene, è caratterizzata da un accentuato verticalismo. 
All'interno, le due statue lignee della Carità e della Fede ai lati dell'altare maggiore (monumentale cornice per l'antico simulacro) sono di Francesco Fabbrucci, così come la statua processionale lignea del Cristo morto.